# Open Sud de France 2018
Open Sud de France 2018 byl tenisový turnaj pořádaný jako součást mužského okruhu ATP World Tour, který se hrál v montpellierské aréně na krytých dvorcích s tvrdým povrchem. Probíhal mezi 5. až 11. únorem 2018 ve francouzském městě Montpellier jako třicátý první ročník turnaje.
Událost s rozpočtem 561 345 eur patřil do kategorie ATP Tour 250. Nejvýše nasazeným ve dvouhře byl sedmý hráč světa David Goffin z Belgie, jenž v semifinále vypadl s Richardem Gasquetem. Posledním přímým účastníkem v hlavní singlové soutěži se stal německý 125. hráč žebříčku Dustin Brown.
Pátý singlový titul na okruhu ATP Tour vyhrál Francouz Lucas Pouille. Jeho krajan Richard Gasquet se v Montpellier probojoval do šestého finále bez přerušení. Premiérovou společnou trofej ze čtyřhry na túře ATP vybojoval britský sourozenecký pár Kena a Neala Skupských.

## Rozdělení bodů a finančních odměn

### Rozdělení bodů
| Soutěž  | vítězové | finalisté | semifinalisté | čtvrtfinalisté | 16 v kole | 32 v kole | Q  | Q2 | Q1 |
| ------- | -------- | --------- | ------------- | -------------- | --------- | --------- | -- | -- | -- |
| dvouhra | 250      | 150       | 90            | 45             | 20        | 0         | 12 | 6  | 0  |
| čtyřhra | 250      | 150       | 90            | 45             | 0         | —         | —  | —  | —  |

### Finanční odměny
| Soutěž                              | vítězové | finalisté | semifinalisté | čtvrtfinalisté | 16 v kole | 32 v kole | Q2     | Q1     |
| ----------------------------------- | -------- | --------- | ------------- | -------------- | --------- | --------- | ------ | ------ |
| dvouhra                             | €89 435  | €47 105   | €25 515       | €14 535        | €8 565    | €5 075    | €2 285 | €1 145 |
| čtyřhra                             | €21 170  | €14 280   | €7 740        | €4 430         | €2 590    | —         | —      | —      |
| částka ve čtyřhře je uvedena na pár |          |           |               |                |           |           |        |        |

## Mužská dvouhra

### Nasazení
| Stát                          | Hráč               | ATP | Nasazení |
| ----------------------------- | ------------------ | --- | -------- |
| Belgie                        | David Goffin       | 7.  | 1.       |
| Francie                       | Lucas Pouille      | 17. | 2.       |
| Francie                       | Jo-Wilfried Tsonga | 19. | 3.       |
| Bosna a Hercegovina           | Damir Džumhur      | 30. | 4.       |
| Francie                       | Richard Gasquet    | 33. | 5.       |
| Rusko                         | Andrej Rubljov     | 35. | 6.       |
| Španělsko                     | David Ferrer       | 39. | 7.       |
| Japonsko                      | Júiči Sugita       | 41. | 8.       |
| Žebříček ATP k 29. lednu 2018 |                    |     |          |

### Jiné formy účasti
Následující hráči obdrželi divokou kartu do hlavní soutěže:
- Julien Benneteau
- Calvin Hemery
- Lucas Pouille

Následující hráči nastoupili pod žebříčkovou ochranou:
- Ričardas Berankis
- John Millman

Následující hráči postoupili z kvalifikace:
- Kenny de Schepper
- Norbert Gombos
- Yannick Maden
- Carlos Taberner

### Odhlášení
před zahájením turnaje
- Tomáš Berdych → nahradil jej  Dustin Brown
- Steve Darcis → nahradil jej  Nicolas Mahut
- Peter Gojowczyk → nahradil jej  Ruben Bemelmans

### Skrečování
- Dustin Brown (lumbago)
- Jo-Wilfried Tsonga (poranění levých harmstringů)

## Mužská čtyřhra

### Nasazení
| Stát                                                                                   | Hráč           | Stát               | Hráč               | ATP  | Nasazení |
| -------------------------------------------------------------------------------------- | -------------- | ------------------ | ------------------ | ---- | -------- |
| Chorvatsko                                                                             | Ivan Dodig     | USA                | Rajeev Ram         | 30.  | 1.       |
| Nový Zéland                                                                            | Marcus Daniell | Spojené království | Dominic Inglot     | 80.  | 2.       |
| Česko                                                                                  | Roman Jebavý   | Bělorusko          | Andrej Vasilevskij | 107. | 3.       |
| Japonsko                                                                               | Ben McLachlan  | Francie            | Hugo Nys           | 112. | 4.       |
| Žebříček ATP k 29. lednu 2018; číslo je součtem žebříčkového postavení obou členů páru |                |                    |                    |      |          |

### Jiné formy účasti
Následující páry obdržely divokou kartu do hlavní soutěže:
- Benjamin Bonzi /  Hugo Gaston
- Calvin Hemery /  Vincent Millot

### Odhlášení
v průběhu turnaje
- Dustin Brown

## Přehled finále

### Mužská dvouhra
- Lucas Pouille vs.  Richard Gasquet, 7–6(7–2), 6–4

### Mužská čtyřhra
- Ken Skupski /  Neal Skupski vs.  Ben McLachlan /  Hugo Nys, 7–6(7–2), 6–4